# K15
Pour les articles homonymes, voir K15 (homonymie).
Le K15 est un type de réacteur à eau pressurisée — une chaudière nucléaire — d'une puissance thermique de 150 mégawatts, conçu par la société TechnicAtome au début des années 1980 pour équiper les sous-marins nucléaires de la classe Le Triomphant.
Le K15 est une évolution du K48, qui équipe les sous-marins de la classe Rubis. Son successeur est le K22, développé pour le porte-avions de nouvelle génération.

## Genèse
Le réacteur nucléaire K15 est constitué d’une chaufferie nucléaire extrapolée des chaufferies K48 de 48 MW thermiques de la classe Rubis, avec l’adoption d’un contrôle-commande numérique et l'objectif particulier d'une grande discrétion acoustique. Il est développé au centre CEA de Cadarache sur un prototype à terre nommé réacteur de nouvelle génération (RNG), qui diverge à Cadarache le 9 août 1989.
La Direction des applications militaires (DAM) du Commissariat à l'énergie atomique (CEA) est responsable de la conception et de l'entretien des réacteurs nucléaires K15, ainsi que leur approvisionnement en combustible nucléaire. TechnicAtome est le maître d’œuvre pour la construction et le maintien en condition opérationnelle du réacteur K15.
Le réacteur d'essais à terre (RES), qui a divergé en octobre 2018, est une version modifiée des réacteurs de type K15.

## Caractéristiques
Par rapport aux réacteurs des sous-marins nucléaires de la classe Le Redoutable, et dans la continuité du K48, le générateur de vapeur à tubes est situé juste au dessus du cœur du réacteur.
Le cœur est constitué d'éléments combustibles de type à plaques.
Les mécanismes absorbants sont de type « croix de contrôle » et il n'y a pas d'acide borique dans l'eau du circuit primaire pour réduire les effluents.

## Utilisation navale

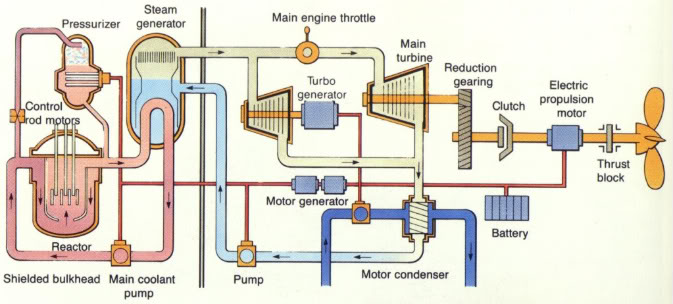
Schéma de principe d'un réacteur de sous-marin nucléaire.

Le principe général de la propulsion par un réacteur K15 est le suivant :
- le réacteur nucléaire alimente un générateur de vapeur à tubes qui entraine une turbine à vapeur ;
- la turbine fait tourner l'arbre d'hélice du navire :
  - soit de façon directe au moyen d'un réducteur (propulsion turbo-mécanique),
  - soit en passant par l'intermédiaire d'un générateur électrique (propulsion turbo-électrique).

De plus, l'énergie du réacteur permet d'alimenter le bord en électricité et en eau douce, voire en vapeur pour certains équipements telles les catapultes de porte-avions.

Silhouette du sous-marin à propulsion nucléaire Le Triomphant.

La cuve du modèle K15 mesure environ 3 mètres de large et 5 mètres de haut[réf. souhaitée]. Le réacteur peut être aménagé dans un tronçon de coque de 12 mètres de diamètre. Il répond à des exigences acoustiques très élevées, car l'atout d'un sous-marin réside dans sa discrétion. Il doit être également particulièrement fiable et flexible.
Le porte-avions Charles de Gaulle est pourvu de deux réacteurs K15 (Adytom et Xena). Leur surveillance est assurée par deux équipes d'une dizaine de personnes, installées dans deux salles de contrôle distinctes. Pour l'arrêt technique majeur du porte-avions Charles de Gaulle en 2017, la révision des réacteurs K15 est assurée par Naval Group sur son site d'Indret, situé sur la Loire en aval de Nantes (Loire-Atlantique).
| Type de navire Classe                                         | Nom de navire              | Livraison réacteur | Divergence        | Arrêt | Démantèlement |
| ------------------------------------------------------------- | -------------------------- | ------------------ | ----------------- | ----- | ------------- |
| Porte-avions                                                  | Charles de Gaulle (Adytom) | mai 1994           | 25 mai 1998       |       |               |
| Porte-avions                                                  | Charles de Gaulle (Xena)   | mai 1994           | 10 juin 1998      |       |               |
| Sous-marins nucléaires lanceurs d'engins Classe Le Triomphant | Le Triomphant              |                    |                   |       |               |
| Sous-marins nucléaires lanceurs d'engins Classe Le Triomphant | Le Téméraire               |                    | septembre 2003    |       |               |
| Sous-marins nucléaires lanceurs d'engins Classe Le Triomphant | Le Vigilant                |                    |                   |       |               |
| Sous-marins nucléaires lanceurs d'engins Classe Le Triomphant | Le Terrible                | mars 2006          | 10 septembre 2010 |       |               |
| Sous-marin nucléaire d'attaque Classe Suffren                 | Suffren                    |                    | 17 décembre 2019  |       |               |
| Sous-marin nucléaire d'attaque Classe Suffren                 | Duguay-Trouin              |                    | 30 septembre 2022 |       |               |
| Sous-marin nucléaire d'attaque Classe Suffren                 | Tourville                  |                    | 24 avril 2024     |       |               |
| Sous-marin nucléaire d'attaque Classe Suffren                 | De Grasse                  |                    |                   |       |               |
| Sous-marin nucléaire d'attaque Classe Suffren                 | Rubis                      |                    |                   |       |               |
| Sous-marin nucléaire d'attaque Classe Suffren                 | Casabianca                 |                    |                   |       |               |